# Soma
Soma eller cellekroppen, er den del af en neuron der indeholder nucleus (cellekernen). Soma er mellem 0,005 mm og 0,1 mm i pattedyr. Soma hænger sammen med axonet som udgør forbindelsesleddet til dendritterne, der sørger for at sende elektriske impulser videre fra neuron til neuron. Somaet er dækket af synapser, der regulerer ind- og udpumpningen af forskellige substanser.

## Ekstern henvisning
- Bog: Kalat, James W. (2006, 9th ed.) Biological Psychology. Canada. ISBN 0-495-09079-4. side 32.